# Abd Allah I bin Rashid Al Mu'alla
Abd Allah I bin Rashid Al Mu'alla (in arabo عبد الله بن راشد بن ماجد المعلا‎?; fl. XIX secolo), è stato emiro di Umm al-Qaywayn dal 1820 al 1853. Come capo della tribù Al Ali, firmò con gli inglesi il trattato marittimo generale del 1820 e la tregua marittima perpetua del 1853, rendendo Umm al-Qaywayn parte degli Stati della Tregua.
Il suo predecessore fu lo sceicco Rashid I bin Majid, che realizzò il forte di Umm al-Qaywayn, quando la tribù Al Ali si spostò nella terraferma dalla loro precedente residenza sull'isola di Sinniyah.

## Regno

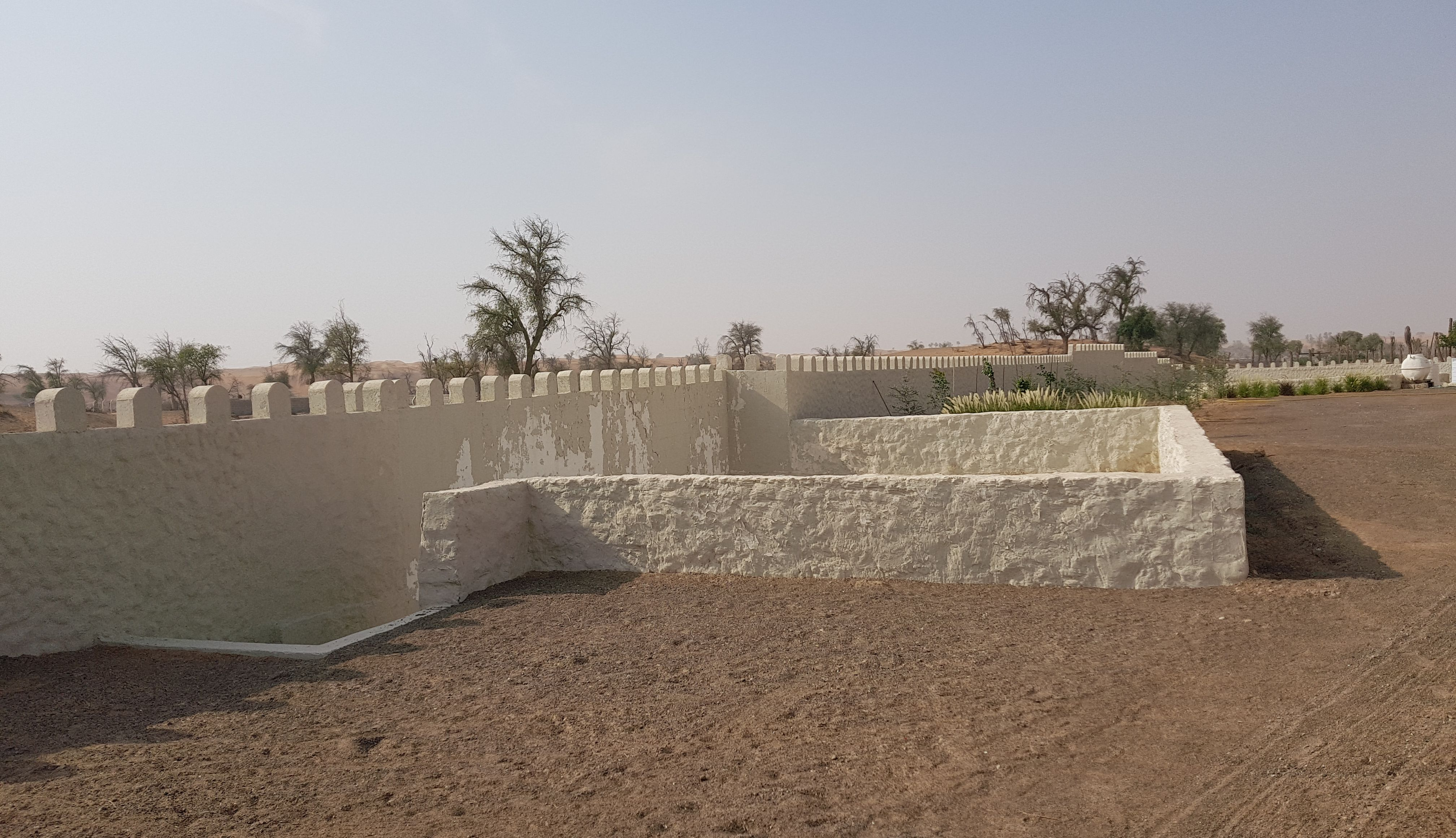
Gli "sharea" i bagni di Falaj Al Mualla, costruiti dallo sceicco Abd Allah I.

Si sa relativamente poco del regno Abd Allah e la maggior parte delle fonti contemporanee datano il suo inizio al 1820 poiché in quell'anno firmò il trattato marittimo generale dopo la spedizione punitiva contro gli al-Qasimi di Ras al-Khaima partita da Bombay.
Nel 1819, questa forza navale bombardò gli insediamenti costieri della penisola del Golfo, portando alla capitolazione degli sceicchi della costa e alla firma del trattato gli emirati di Ras al-Khaima e Sharja. Abd Allah lo siglò il 15 marzo 1820 insieme a Rashid I bin Humaid Al Nuaimi, sceicco di Ajman. Entrambi i governanti firmarono il trattato a Falayah, una dipendenza interna di Ras Al Khaimah.
Abd Allah nel 1847 firmò anche l'"impegno a vietare l'esportazione di schiavi". Questo trattato fu preceduto da un certo numero di trattati provvisori concordati dai sovrani di quella che divenne nota come la Costa della Tregua con gli inglesi progettati per mantenere la pace in mare durante la stagione perlacea. In seguito a una serie di questi trattati semestrali, una serie di accordi annuali riuscì in gran parte a mantenere la pace sulla costa, portando alla tregua perpetua.
Oltre ad insediarsi a Umm al-Qaywayn, gli Al Ali si stabilirono anche in un'oasi interna, a circa 30 km dalla costa, in seguito conosciuta come Falaj Al Ali e oggi chiamata Falaj Al Mualla. Abd Allah è accreditato come il costruttore di uno stabilimento balneare, o sharea, segregato per l'uso di uomini e donne.
Ad Abd Allah bin Rashid succedette il figlio maggiore, Ali bin Abd Allah. L'anno della sua morte non è noto.